# L'Estère
L'Estère (en criollo haitiano Lestè) es una comuna de Haití que está situada en el distrito de Les Gonaïves, del departamento de Artibonito.

## Secciones
Está formado por las secciones de:
- La Croix Perisse
- Petite Desdunes

## Demografía
| Gráfica de evolución demográfica de L'Estère entre 2009 y 2015 |
|                                                                |

Los datos demográficos contemplados en este gráfico de la comuna de L'Estère son estimaciones que se han cogido de 2009 a 2015 de la página del Instituto Haitiano de Estadística e Informática (IHSI). 